# Всесвітній каталог павуків
Всесвітній каталог павуків (англ. World Spider Catalog (WSC))— це інтернет база даних із можливістю пошуку, що стосується таксономії павуків. Він спрямований на створення переліку усіх прийнятих родин, родів і видів, а також надає доступ до відповідної таксономічної літератури. World Spider Catalog розпочався як серія окремих веб-сторінок у 2000 році, створених Норманом Платніком з Американського музею природознавства. Після виходу Платніка на пенсію в 2014 році Природознавчий музей Берна (Швейцарія) перебрав на себе каталог, перетворивши його на реляційну базу даних.
Станом на червень 2022, в каталог було занесено 50,151 прийнятих видів.
Ряд Павуки (Araneae) є сьомим найбільш чисельним рядом за кількістю видів серед усіх. Наявність Всесвітнього каталогу павуків робить павуків найбільшим таксоном із онлайн-переліком, який регулярно оновлюється. Він був описаний як «вичерпний ресурс», який «сприяв суворій вченості та підвищив продуктивність» у систематиці павуків.